# آدریانو چلنتانو
آدریانو چلنتانو (ایتالیایی: Adriano Celentano؛ ‏ ۶ ژانویهٔ ۱۹۳۸) موسیقی‌دان اهل ایتالیا است. وی از سال ۱۹۵۷ تاکنون مشغول فعالیت بوده‌است.
از فیلم‌هایی که وی در آن نقش داشته است، می‌توان به نشان تو چیست؟، لا دولچه ویتا، جپو، مرد مجنون، شنبه، یکشنبه و جمعه، آس، رام کردن زن سرکش و زیباترین زوج جهان اشاره کرد.